# Rakamaz
Rakamaz là một thành phố thuộc hạt Szabolcs-Szatmár-Bereg, Hungary. Thành phố này có diện tích 42,64 km², dân số năm 2010 là 4789 người, mật độ 112 người/km².